# خوزستان و کهگیلویه و ممسنی
خوزستان و کهگیلویه و ممسنی: جغرافیای تاریخی و آثار باستانی کتابی از احمد اقتداری، نویسنده و تاریخ‌نگار ایرانی است. این کتاب که در سبک تاریخ‌نگاری نوشته شده‌است، به بررسی آثار تاریخی مناطق خوزستان، کهگیلویه و ممسنی می‌پردازد. این کتاب به زبان فارسی نوشته شده و نخستین بار در سال ۱۳۵۹ خورشیدی توسط انجمن آثار ملی به چاپ رسیده‌است. همچنین در سال ۱۳۷۶ انجمن آثار و مفاخر فرهنگی اقدام به تجدید چاپ این اثر کرده‌است. این کتاب جلد سوم از مجموعهٔ «آثار خوزستان» را تشکیل می‌دهد.